# Seeka
Seeka is een politieke partij in Suriname. De partij werd op 2 november 2001 opgericht door Paul Abena. Seeka is Aukaans voor herstellen.
Abena richtte de partij op omdat de binnenlandbewoners in Suriname naar zijn mening achtergesteld worden. Het doel van de partij is de verbetering van hun omstandigheden ten aanzien van sociale, economische en politieke belangen en onderwijs.
Seeka nam vanaf 2005 deel aan de A-Combinatie, samen met de Algemene Bevrijdings- en Ontwikkelingspartij (ABOP) en Broederschap en Eenheid in de Politiek (BEP). De combinatie nam deel aan de eropvolgende regering, onder leiding van president Venetiaan. De ministerposten gingen naar de andere partijen; Seeka kreeg een zetel in de Staatsraad.
In januari 2015 werd de samenwerking opgezegd en onder de naam A Nyun Combinatie (ANC) een nieuwe samenwerking aangegaan met BP-2011 (een afsplitsing van BEP van Linus Diko) en de Plattelands Bewoners Partij (PBP) van Armand Kanapé. Abena nam het voorzitterschap op zich van de nieuwe combinatie.
Sinds 2018 richt Seeka zich op een vergaande samenwerking met de ABOP van Ronnie Brunswijk. De partijen richtten zich ook in dit geval op kiezers in het binnenland. Deze groep kiezers zou volgens Brunswijk goed zijn voor tien van de 51 zetels in De Nationale Assemblée. De samenwerking, waarbij Seeka onder de vlag van ABOP de verkiezingen in had willen gaan, viel op de dag dat het maken van pre-electorale combinaties door politieke partijen verboden werd.